# Can Comes (Castelló d'Empúries)
Can Comes és una zona de salobrars i aiguamolls situada entre l'estany de Túries i la Rogera i el Cortalet, dins el Parc Natural dels Aiguamolls de l'Empordà, ocupa una superfície aproximada de 146,63 hectàrees als terme municipal de Castelló d'Empúries.
La vegetació de l'espai està formada sobretot per salicornars, jonqueres de Juncus maritimus, de sòls poc salins, llargament inundats, comunitats de dunes, reredunes i platges i comunitats aigualoses pròpies de basses i estanyols
d'aigües salabroses o salines.
Pel que fa als hàbitats d'interès comunitari, hi són presents els hàbitats:
- 1410 Prats i jonqueres halòfils mediterranis (Juncetalia maritimi).
- 1420 Matollars halòfils mediterranis i termoatlàntics (Sarcocornetea fruticosae).
- 2110 Dunes movents embrionàries.
- 1150 Llacunes litorals.

Pel que fa a la fauna, es tracta d'una zona d'alt interès per a la reproducció i la hivernada d'ocells aquàtics, com la resta
de la Reserva Natural Integral II, les Llaunes. Actualment (2008) es regula l'accés de vianants a la platja els mesos d'interès per a la reproducció del corriol camanegra (Charadrius alexandrinus). No obstant, a l'estiu, la freqüentació de la platja de Can Comes és molt elevada.
L'espai presenta diverses figures de protecció. Forma part del Parc Natural dels Aiguamolls de l'Empordà i s'inclou
també dins l'espai del PEIN i la Xarxa Natura 2000 ES0000019 Aiguamolls de l'Empordà. A més, pertany a la Reserva natural integral II, de "Les Llaunes".